# Prima (tipografía)
La prima es un signo gráfico que se usa en matemáticas, artes, ciencias y unidades de medida.

## Usos
En trigonometría, la prima sencilla indica la precisión de minutos y la doble los segundos al referirse a medidas angulares, cuando se aplica la nomenclatura sexagesimal. Por ejemplo: 21°35′5″ denota 21 grados, 35 minutos y 5 segundos.

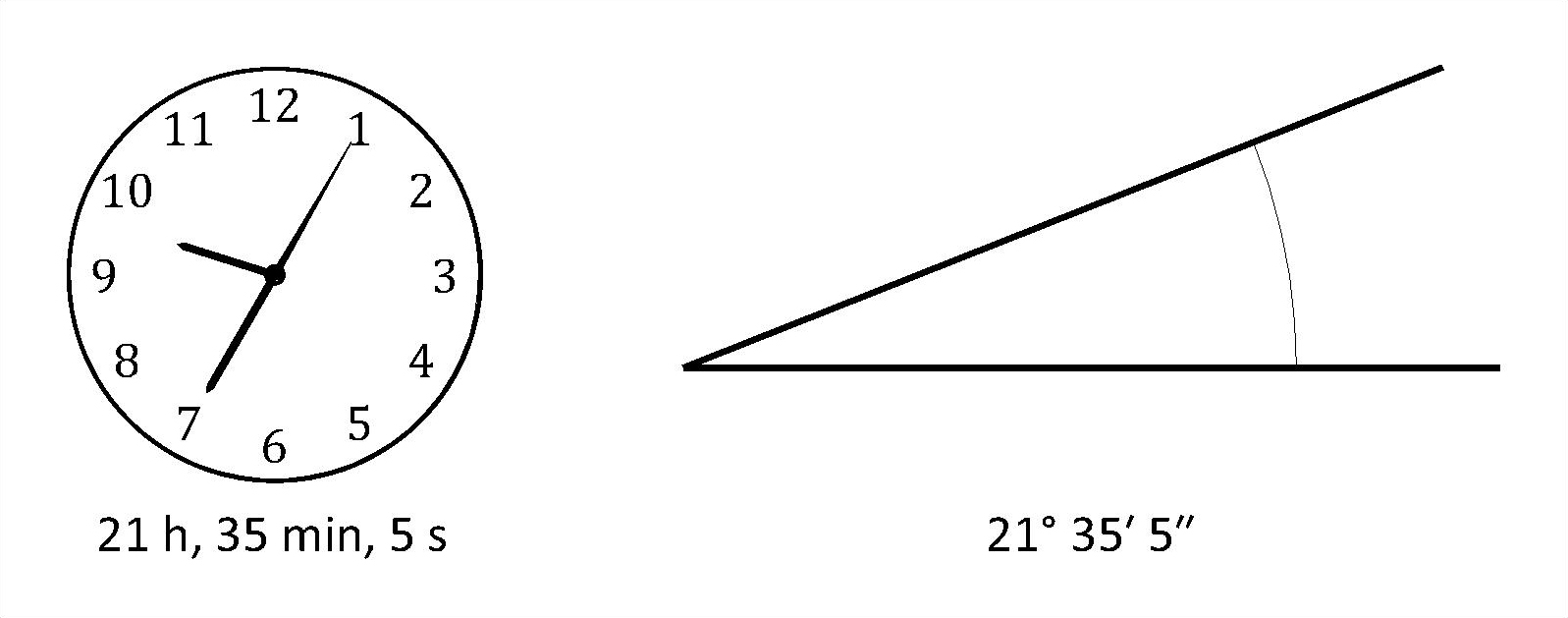

Es muchas veces usada para simbolizar unidades de tiempo: minuto (′), segundo (″, es decir, doble prima), etc., pero de acuerdo con el Sistema Internacional de Unidades (SI), este es un uso incorrecto del símbolo. Según este, la prima solo debe ser empleada como símbolo de unidad de medida angular y no como símbolo de la unidad de tiempo. Asimismo, los símbolos de minuto y segundo como unidades de tiempo son, respectivamente, min y s.
En las medidas inglesas, la prima es usada como símbolo de pie y la doble prima como símbolo de pulgada.
En el caso de las funciones matemáticas, la prima sencilla indica la primera derivada (o derivada primera) de la función y la doble prima indica consecuentemente la segunda derivada (o derivada segunda). Se colocan generalmente entre la letra asociada a la función y los paréntesis que contienen al argumento o variable: f′(x), f″(x), … En casos menos rigurosos en los que no se especifica argumento o variable aparecen de igual modo junto a la letra asociada a la función: f′, f″, y′, … Derivadas de mayor orden suelen indicarse con números romanos en minúscula: fiii(x), fiv(x), … El caso enésimo, por ejemplo, se nota con una letra «n» (entre paréntesis): f(n)(x).
En el caso del plano cartesiano, la prima es la reflexión de un punto, es decir: si x = 4 su prima sería x′ = -4 ya que la reflexión de un punto consiste en imitar un punto o varios haciendo uso de la llamada recta o eje de reflexión, por ejemplo: si se produce una reflexión en una figura que tiene una dirección hacia arriba cambiará y se dirigirá hacia abajo.

## Errores frecuentes
Unos signos muy similares a la prima son la comilla simple y el apóstrofo (con los que no se deben confundir), semejantes a aquella pero con una curvatura característica. Es muy común la utilización errónea de otros símbolos para representar la prima:
- Utilización del signo de acento agudo (´).
- Utilización del apóstrofo (').
- Utilización de la comilla simple de cierre (’).

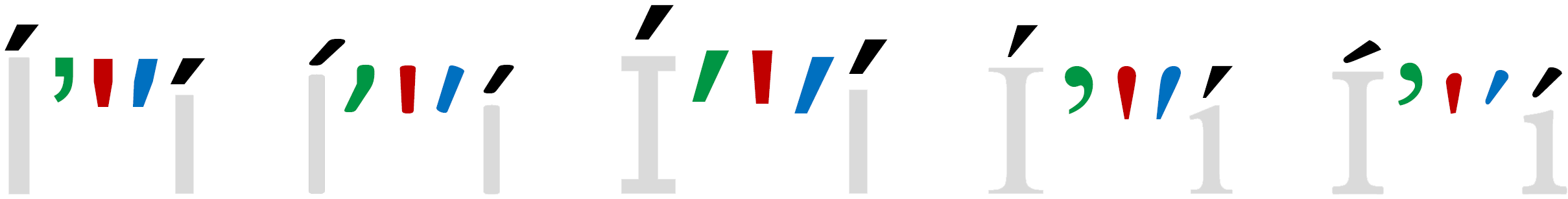
Acento agudo (en negro) sobre «I» mayúscula;
apóstrofo (en verde);
comilla simple recta (en rojo);
prima (en azul);
acento agudo (en negro) sobre «i» minúscula;
en los tipos de letra Arial, Calibri, Tahoma, Times New Roman y Linux Libertine.

- Datos: Q914681
- Multimedia: Prime (symbol) / Q914681